# Economia dos recursos naturais
A economia dos recursos naturais é o ramo da economia que lida com os aspectos da exploração dos recursos naturais ao longo do tempo, e a sua otimização em termos econômicos e ambientais. A disciplina procura compreender o papel dos recursos naturais na economia, a fim de desenvolver métodos de gestão mais sustentáveis destes recursos e garantir assim a sua disponibilidade para as gerações futuras.
Fundamental para a disciplina é a distinção entre recursos renováveis e exauríveis (ou não renováveis). Os recursos renováveis são aqueles em que a natureza ou o homem possuem razoável controle sobre sua criação, e seu consumo em níveis presentes não implica riscos razoáveis de exaustão e dificuldades crescentes em sua recuperação. Já os recursos exauríveis não possuem um horizonte claro de renovação. Nem sempre há uma distinção clara entre recursos renováveis e exauríveis, pois em certos casos o recurso, mesmo não sendo passível de reprodução pela natureza ou ações humanas, é consumido de maneira tão lenta e sem perspectivas de sobreutilização que pode ser considerado renovável; ao contrário, outros recursos, embora renováveis, são consumidos em ritmo tão alarmante que podem ser considerados exauríveis.
O conceito de recurso perpétuo é complexo porque a própria definição de recurso é complexa e varia com o advento de novas tecnologias (usualmente permitindo a recuperação mais eficiente de materiais), novas necessidades, e em menor grau com novas condições econômicas (por exemplo, mudanças nos preços de matérias primas ou alteração de tarifas de energia). Por um lado, um material (e seus recursos) pode entrar em um período de escassez e se tornar um material estratégico ou crítico (em imediata crise de exaustividade), mas por outro lado um material disponível pode se tornar inadequado ao uso, tornando seus recursos perpétuos mesmo que anteriormente considerado exaurível; pode mesmo se tornar um recurso sem uso (por exemplo, sílex).  Algumas considerações complexas sobre a dinâmica dos recursos incluem a capacidade de reciclagem, a existência de substitutos viáveis, e o uso final na forma de produtos, entre outros fatores consideráveis. 
Restrições impostas em condições de guerra ou embargo comercial também podem alterar a dinâmica de disponibilidade de recursos. No caso de minérios, um aproveitamento tecnológico mais eficiente pode também reduzir as necessidades de materiais brutos. Os efeitos de desenvolvimento tecnológicos normalmente tendem a dilatar o horizonte de exaustão de um recurso, reduzindo seu custo, mediante o menor preço futuro esperado e reflexos sobre a oferta no presente.
Uma maneira importante de substituir um recurso é por meio de materiais sintéticos; por exemplo, diamantes industrializados e diversos tipos de grafite, que pode ser usado na forma sintética em eletrodos, fibras, formas industriais e pó de grafite. A reciclagem apresenta uma outra forma de substituir ou estender um recurso ao recuperar um material desejado a partir de sucata ou resíduos.

## Áreas de discussão
A economia dos recursos naturais é um campo transdisciplinar de pesquisa acadêmica inserido na economia, que objetiva estudar as conexões e interdependência entre economias humanas e ecossistemas naturais. Ela foca em como operar uma economia dentro de restrições ecológicas dos recursos naturais existentes na terra. A economia de recursos traz a tona e conecta diferentes disciplinas das ciências naturais e sociais, ligadas a áreas amplas como geociências, economia, ecossistemas naturais. Modelos econômicos são adaptados para acomodar características especiais de insumos naturais. O currículo tradicional dos cursos de economia dos recursos naturais coloca ênfase em modelos de pesca, modelos de gestão de florestas, e modelos de extração mineral. Em anos recentes, no entanto, outros recursos, notavelmente ar, água e o clima global, além dos "recursos ambientais" em geral, se tornam importantes na construção de políticas públicas.
Os interesses acadêmicos e políticos hoje se movem para além de encontrar a exploração ótima dos recursos, em direção a abarcar o gerenciamento destes recursos para outros objetivos. Por exemplo, recursos naturais tem sido ligados de forma mais ampla a valores recreacionais e também comerciais; é observado como estes recursos são capazes de contribuir para o bem estar social, por sua mera existência.
Áreas tradicionais da economia dos recursos naturais incluem teoria do bem estar, uso de solo, controle de poluição, controle de extração de recursos, e valoração não econômica, bem como exaustividade de recursos, sustentabilidade, gerenciamento ambiental, e política ambiental. Tópicos de pesquisa podem incluir os impactos ambientais da agricultura, transporte e urbanização, uso do solo em países pobres e industrializados, comércio internacional e ambiente, mudança do clima, e avanços metodológicos em valoração não econômica, para dar alguns exemplos.
A regra de Hotelling, de 1938, é um princípio econômico de gestão de recursos não renováveis, enunciada por Harold Hotelling. Ela demonstra que a exploração eficiente de recursos não renováveis e não expansíveis pode, sob outras circunstâncias econômicas estáveis, levar a completa depleção dos recursos. O princípio estabelece que essa depleção levará a um preço líquido ou "renda de Hotelling" que crescerá refletindo a escassez crescente do recurso. O valor de troca do recurso está ligado, assim, ao seu custo de oportunidade.